# 写真ニュース
写真ニュース（しゃしんニュース）は、主に新聞社やその関連企業が発行する、報道写真・スポーツ写真をメインにした新聞（ニュース）の一形態。
鉄道駅、市役所、図書館などの公共施設や学校などの壁面に設置された専用掲示板（緑色が一般的）に、3 - 4枚の最新の時事ニュース（写真を中心に短い説明文が添えられている）が掲示され、週1回などのスパンで貼り代えられる。協賛企業名や啓蒙標語を掲示板の枠に記載している場合もある。
月2回など、自治体が発行しているものもある。

なお、21世紀に入ると鉄道車両や店舗に設けられたデジタルサイネージ向けに随時更新で同様の形態の配信を行う事業者も登場した。

## 企業例

### 掲示板への配信
- 朝日写真ニュース（朝日新聞社・朝日写真ニュース社）[3]
- 毎日写真ニュース（毎日新聞社）
- 読売写真ニュース（読売新聞グループ本社・読売情報開発）[1]
- 産経写真ニュース（産業経済新聞社・産経広告社）[4]
- 日経写真ニュース（日本経済新聞社・日経P&S）[5]
- 少年写真ニュース（少年写真新聞社）[6]　※主に学校内での掲示が多い

### 電子媒体への配信
- KYODO PHOTO NEWS（共同通信社・共同通信デジタル）[7]
- NHK PICKUP NEWS（日本放送協会・NHKグローバルメディアサービス）